# ميركوري-ريدستون 2
كان اختبار ميركوري-ريدستون 2 أو (MR-2) الرحلة قبل الأخيرة لإطلاق مركبة ميركوري-ريدستون قبل أول رحلة فضائية أمريكية مأهولة في مشروع ميركوري. تم إطلاقه في الساعة 16:55 بالتوقيت العالمي المنسق (ت.ع.م) في 31 يناير عام 1961 من LC-5 في قاعدة كيب كانافيرال للقوات الجوية، فلوريدا، الولايات المتحدة وقد حملت المركبة الفضائية (ميركوري رقم 5) هام الشمبانزي، على هذه الرحلة الغير المدارية، وهبطت في المحيط الأطلسي بعد 16 دقيقة و 39 ثانية من إطلاقها.

## خلفية عن هذه الرحلة
طارت رحلة ميركوري-ريدستون 1A السابقة (MR-1A)، وتبعت مساراً كان شديد الانحدار مع تسارعٍ مرتفعٍ جداً بالنسبة لإنسان راكب. وكان الرحلة ميركوري-ريدستون 1A قد ارتفع إلى الأوج المبرمج لها من حوالي 130 ميلاً (209 كم) وهبطت 235 ميلاً (378 كم) أسفل النطاق. وقد اتبعت الرحلة ميركوري-ريدستون 2 مسار أكثر سطحياً. وكان مسار الرحلة المخطط له هو الأوج من 115 ميل (185 كم) ونطاق من 290 ميل (467 كم).

## معرض صور

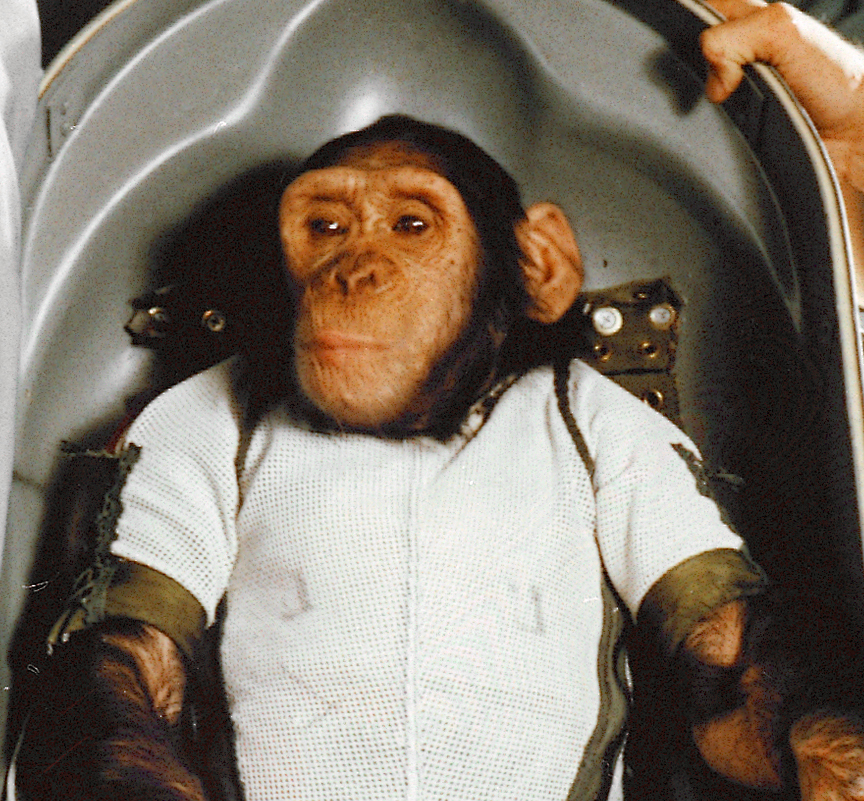
هام الشمبانزي قبل إطلاق ميركوري-ريدستون 2.
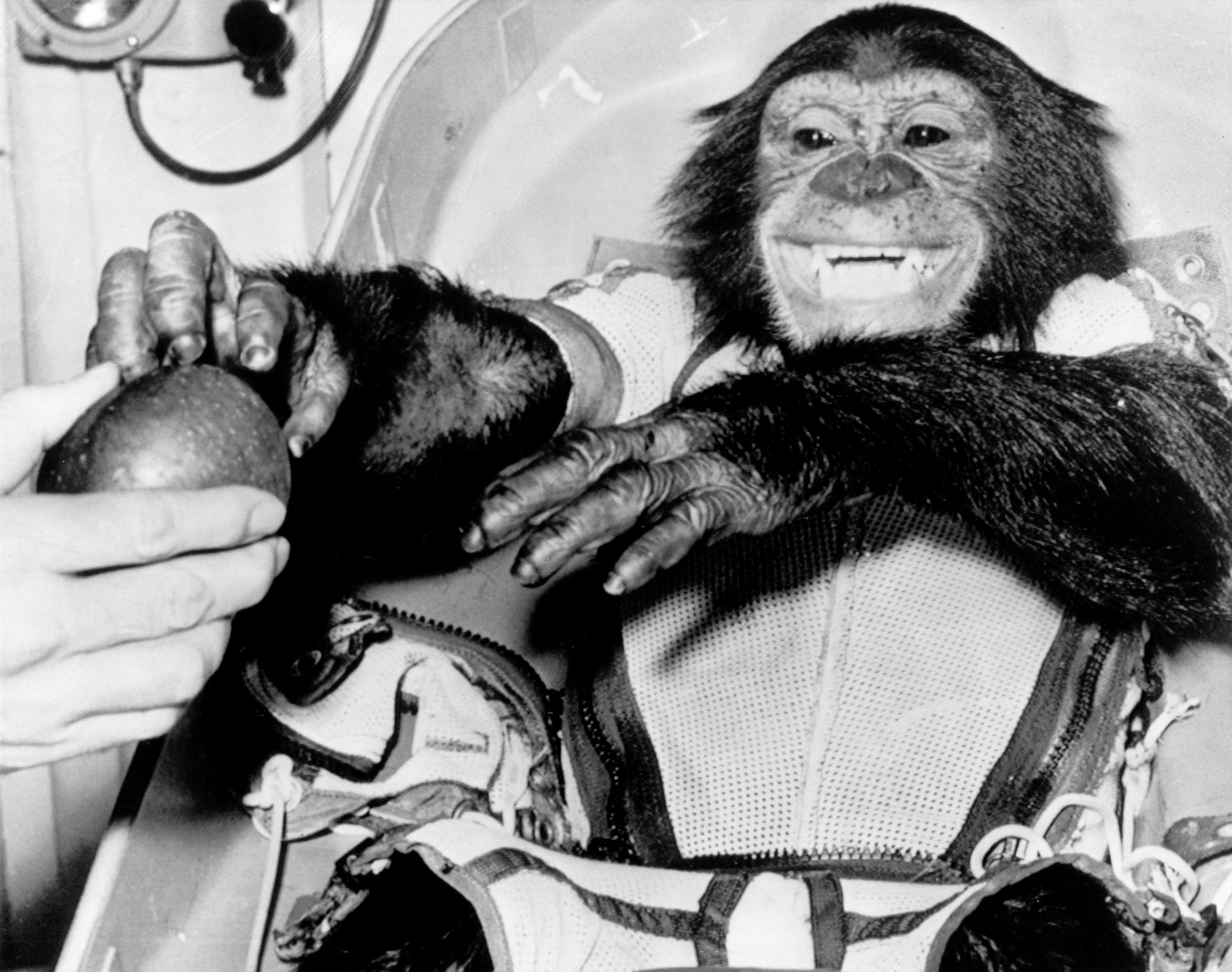
هام الشمبانزي يقبل بتفاحة